# Göran Vallerius
Göran Vallerius, född 14 mars 1683 i Uppsala, död 5 oktober 1744 i Stockholm, var en svensk bergsvetenskapsman.
Göran Vallerius var son till professor Harald Vallerius och Elsabeth Holtz. Han blev filosofie magister vid Uppsala universitet efter att ha disputerat på avhandlingen De tarantula (1702) med fadern som preses. 1703 erhöll han ett stipendium i mekaniken och inträdde i Bergskollegium. Under den närmaste åren kom han att tjänstgöra vid Stora Kopparberget, Salberget med flera ställen. Med understöd av Bergskollegium företog han 1708–1710 en utrikes resa, varunder han bland annat uppehöll sig vid de sachsiska och böhmiska bergverken, där han framför allt studerade proberkonsten, och sedan besökte Frankrike och Holland samt England, där han särskilt sysslade med glassliperi och framställningen av optiska glas och mikroskop. Efter hemkomsten återupptog han sitt arbete vid Falu gruvor. Han befordrades 1714 till bergmästare i Uppland och överflyttades 1722 till samma befattning i Öster- och Västerbergslagen. 1720 blev han assessor i Bergskollegium. Vallerius invaldes 1742 i Vetenskapsakademien, i vars handlingar han offentliggjorde en rad vetenskapliga forskningsresultat. Särskilt var han en framstående metallurg.